# Geron figuratus
Espèce
Geron figuratus est une espèce fossile d'insecte diptère de la famille des Bombyliidae et du genre Geron.

## Classification
L'espèce Geron figuratus est décrite en 1937 par le paléontologue français Nicolas Théobald (1903-1981) dans sa thèse,. 

### Fossiles
L'holotype échantillon n° 2 des collections de l'institut géologique de Marseille vient de la localité de Camoins-les-Bains, Marseille.

### Confirmation genre
Le genre Geron est confirmée par Neal Evenhuis et David Greathead (d) en 1999,.

### Étymologie
L'épithète spécifique figuratus signifie en latin « en forme de ».

## Description

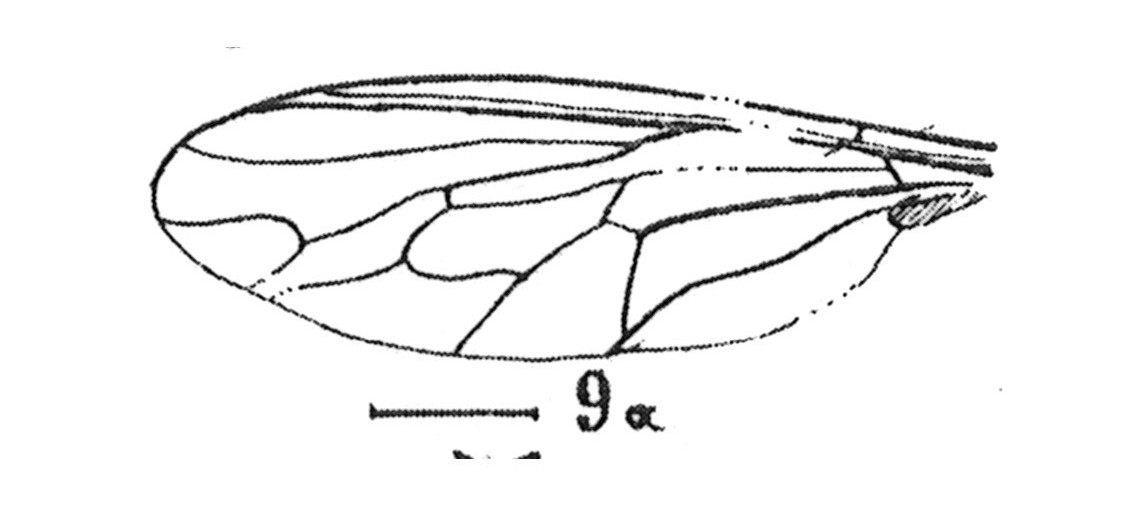
Geron figuratus aile 1937 N. Théobald Holotype éch. 2 p. 287 pl. XX inst. géol. Mars. Camoins-les-Bains.

### Caractères
Diagnose de Nicolas Théobald en 1937, : 

« Empreinte et contre-empreinte assez bien conservées, teinte noire ; corps allongé. Tête ovale, deux gros yeux de forme ovale, non échancrés, non contigus ; antennes courtes, cordées. Thorax de forme ovale, plus large que la tête. Abdomen large, ovoïde, 6 segments bien visibles ; teinte noire, échancrures claires aux angles postérieurs des segments 2-4. Pattes à fémurs non dilatés. Ailes hyalines dépassant à peine l'abdomen ; nervation bien conservée sur la contre-empreinte (v. figure). ».

### Dimensions

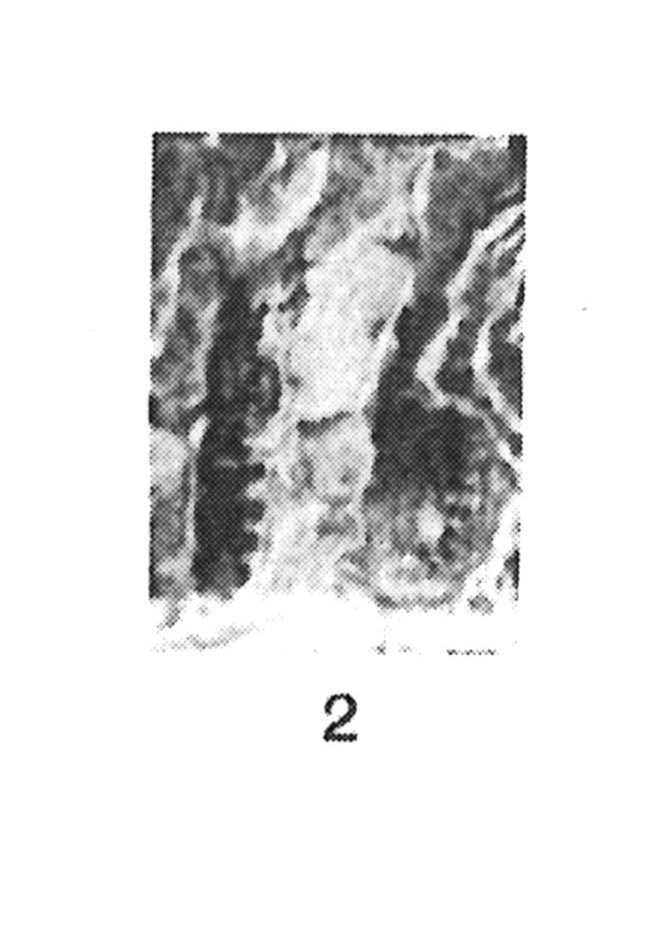
Geron figuratus 1937 N. Théobald Holotype éch. 2 x1 p.287 pl. VII Les Camoins.

La longueur du corps est de 12,5 mm ; la tête a une longueur de 1,5 mm et une largeur de 2 mm ; le thorax a une longueur de 4,2 mm et une largeur de 2,5 mm ; l'abdomen a une longueur supérieure à 6,8 mm et une largeur de 3,2 mm ; l'aile a une longueur de 7,2 mm et une largeur de 2,4 mm ; .

### Affinités
« La nervation de l'aile, bien conservée, permet de reconnaître la position systématique de l'échantillon. Les nervures sont fortes, présentent trois cellules postérieures ; la cellule discoïdale est présente, la cellule anale fermée. Une nervure transversale réunit le rameau postérieur de Rs et la cellule discoïdale ; elle se trouve au delà du milieu de la cellule discoïdale ; cette dernière n'émet que deux nervures. C'est le cas du g. Geron. C'est aussi le cas du g. Usia Latr., mais ce dernier a le corps court et ramassé, l'abdomen large.
Geron gibbosus Ol. est la seule espèce française, elle vit en Europe méridionale, en Afrique septentrionale, elle n'atteint qu'une longueur de 3,5–5 mm. G. albescens Brun. des Indes a une taille plus grande, 5-8 mm ; la nervation est semblable, bien que les extrémités des nervures longitudinales soient plus tordues que dans G. figuratus.
Cet échantillon avait été étiqueté Praesargus figuratus par le Dr Abeille de Perrin. Mais il est absolument impossible de le rapprocher du g. Sargus et de le ranger dans les Stratiomyidae.
C'est la première fois que le g. Geron est décrit à l'état fossile dans les terrains tertiaires. Nous avons montré (chap. V) que l'insecte d'Aix décrit par F. Meunier sous le nom de Palaeogeron vetustus n'appartient pas du tout à la lignée des Geron mais qu'il est en réalité un Dischistus. ».

## Biologie
« Les larves de Geron parasitent les chenilles des Pyralidés (Nephopteryx) et des Pychides (Fumea). Ce genre est répandu dans toutes les régions du globe.
Notons que les Pyralidés sont connus dans l'Oligocène d'Aix (Pyralites obscurus Heer) ;  il est possible qu'ils aient déjà existé à l'époque où se sont déposés les calcaires de Camoins. ».

## Galerie

Espèces sœurs vivantes du genre Geron.
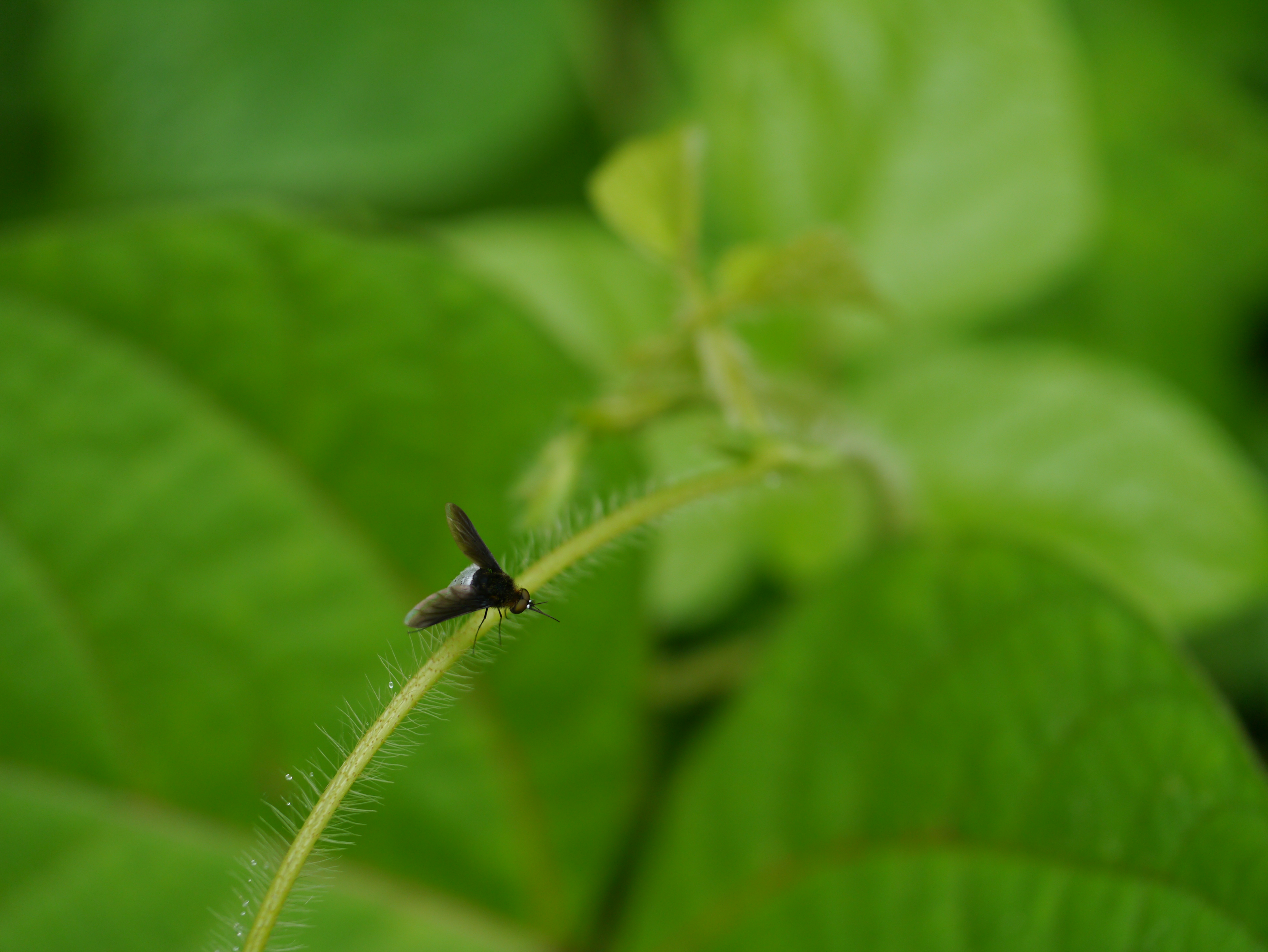
Geron argentifrons.
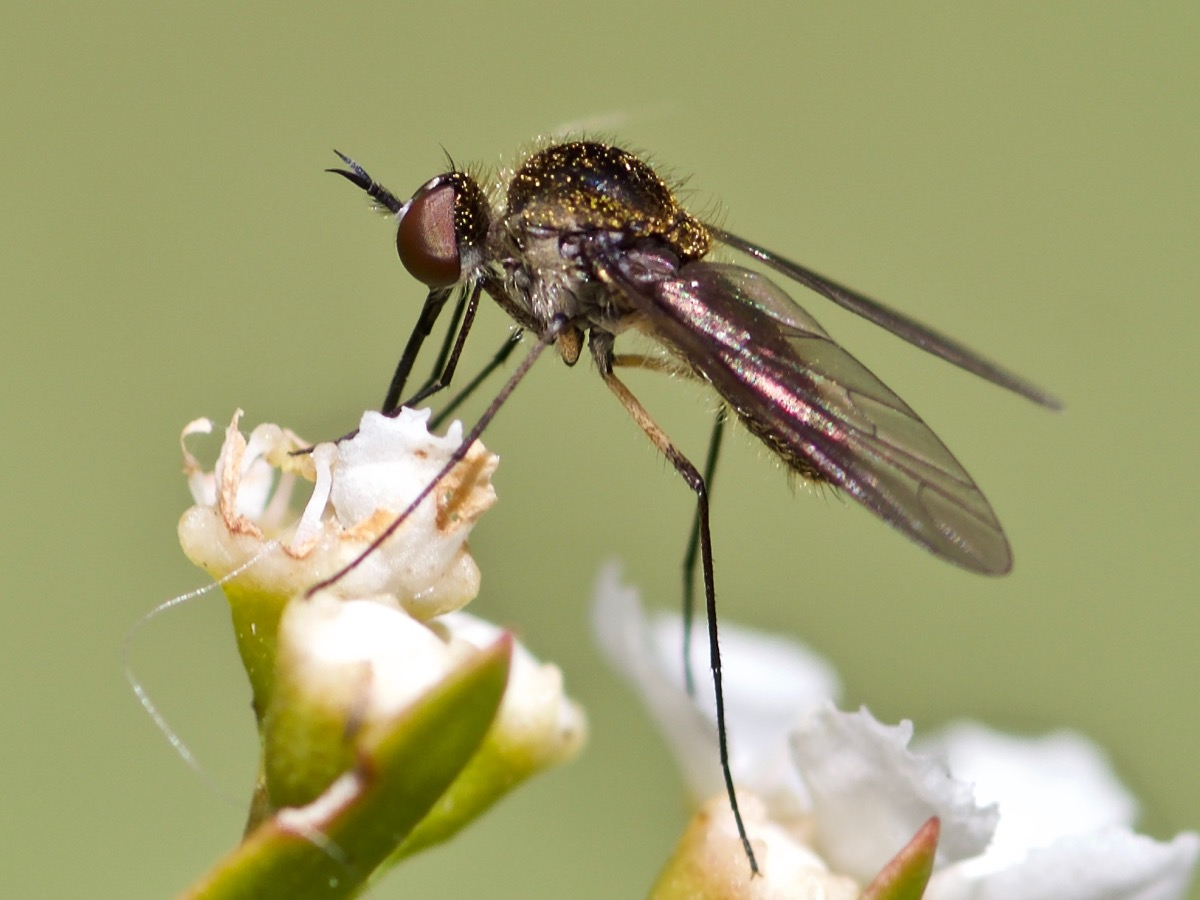
Geron sp.
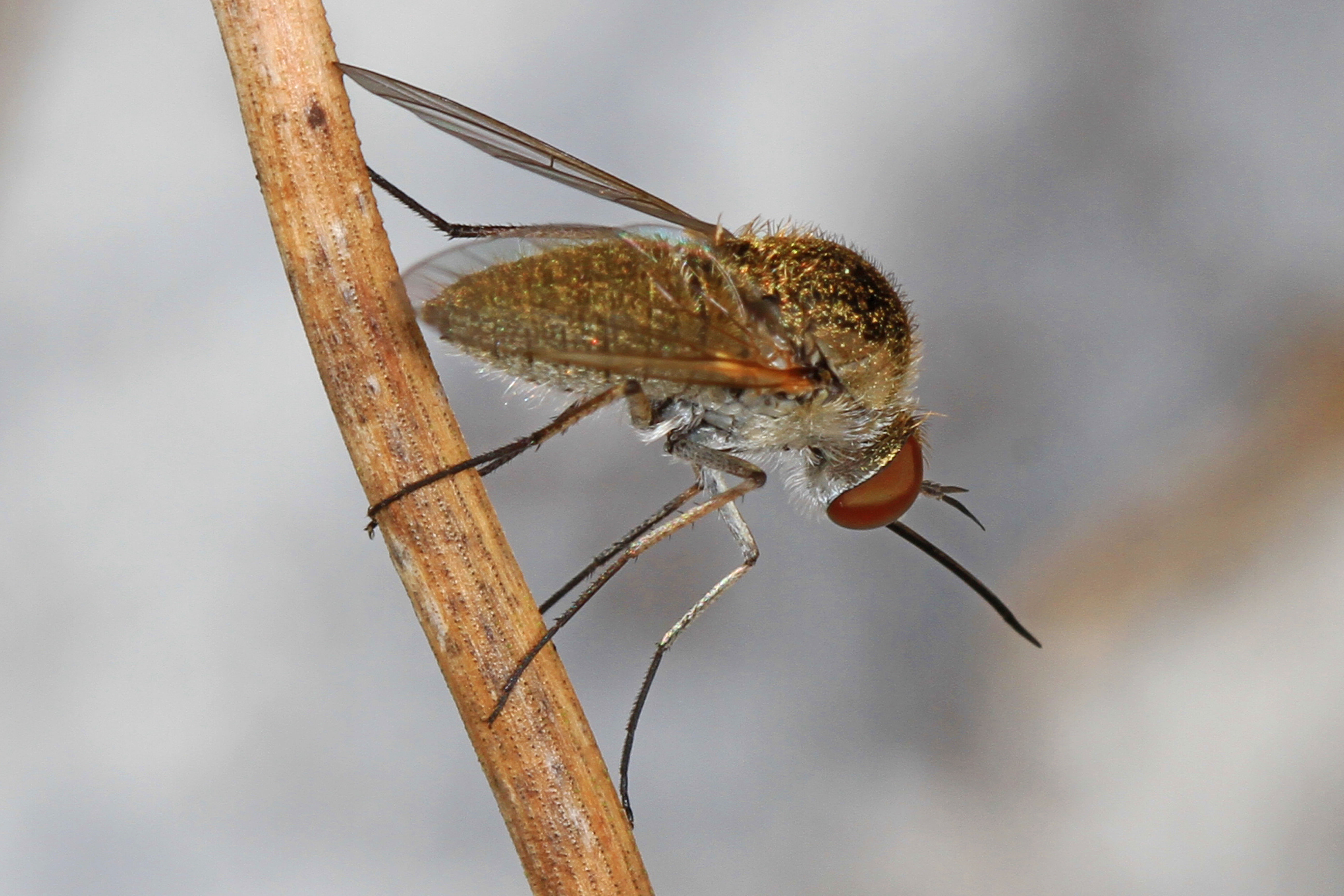
Geron sp.

### Publication originale
- [1937] Nicolas Théobald, « Les insectes fossiles des terrains oligocènes de France 473 p., 17 fig., 7 cartes,13 tables, 29 planches hors texte », Bulletin Mensuel de la Société des Sciences de Nancy et Mémoires de la Société des sciences de Nancy, Imprimerie G. Thomas,‎ 1937, p. 1-473 (ISSN 1155-1119 et 2263-6439, OCLC 786027547). .